# Northsea Nights
Albums de Joe Pass, Niels-Henning Ørsted Pedersen
Night Child
(1979) Checkmate
(1981)
Northsea Nights est un album live du guitariste Joe Pass et du contrebassiste Niels-Henning Ørsted Pedersen, enregistré au cours du North Sea Jazz Festival et paru en 1979.

## Enregistrements
Les six morceaux sont interprétés par le duo Joe Pass-Niels Pedersen et enregistrés en public en juillet 1979 lors du festival North Sea Jazz Festival situé à La Haye en Hollande. 
L'album paraît en 1979 sur le label Pablo Records.
| Musicien                      | Instrument  |  | Équipe technique |                         |
| ----------------------------- | ----------- |  | ---------------- | ----------------------- |
| Joe Pass                      | guitare     |  | Norman Granz     | producteur, liner notes |
| Niels-Henning Ørsted Pedersen | contrebasse |  | Sheldon Marks    | design                  |
|                               |             |  | Phil Stern       | photographie            |

## Titres
| N°     | Titre                  | Compositeur                             | Durée |
| ------ | ---------------------- | --------------------------------------- | ----- |
| Face 1 |                        |                                         |       |
| 1.     | If I Were a Bell       | Frank Loesser                           | 7:05  |
| 2.     | 'Round Midnight        | Thelonious Monk, Cootie Williams        | 9:10  |
| 3.     | How Deep Is the Ocean? | Irving Berlin                           | 6:22  |
| Face 2 |                        |                                         |       |
| 4.     | Stella by Starlight    | Victor Young, Ned Washington            | 8:41  |
| 5.     | I Can't Get Started    | Ira Gershwin, Vernon Duke               | 7:10  |
| 6.     | Blues for the Hague    | Joe Pass, Niels-Henning Ørsted Pedersen | 6:15  |

## Réception
L'auteur et critique Scott Yanow écrit que les deux musiciens sont « comme à l’accoutumée excellents » et indique que malgré le fait que la plupart des morceaux aient été à maintes reprises interprétés, ils ont su les revisiter et les actualiser.